# Pietro da Rimini

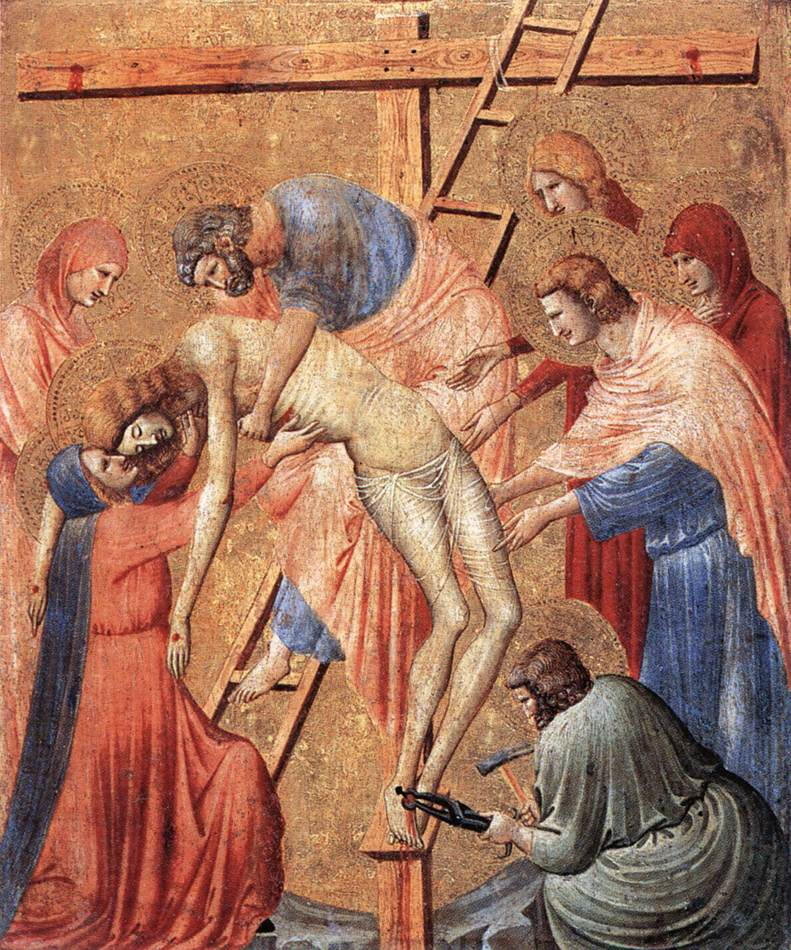
Deposizione dalla croce, Louvre, Parigi

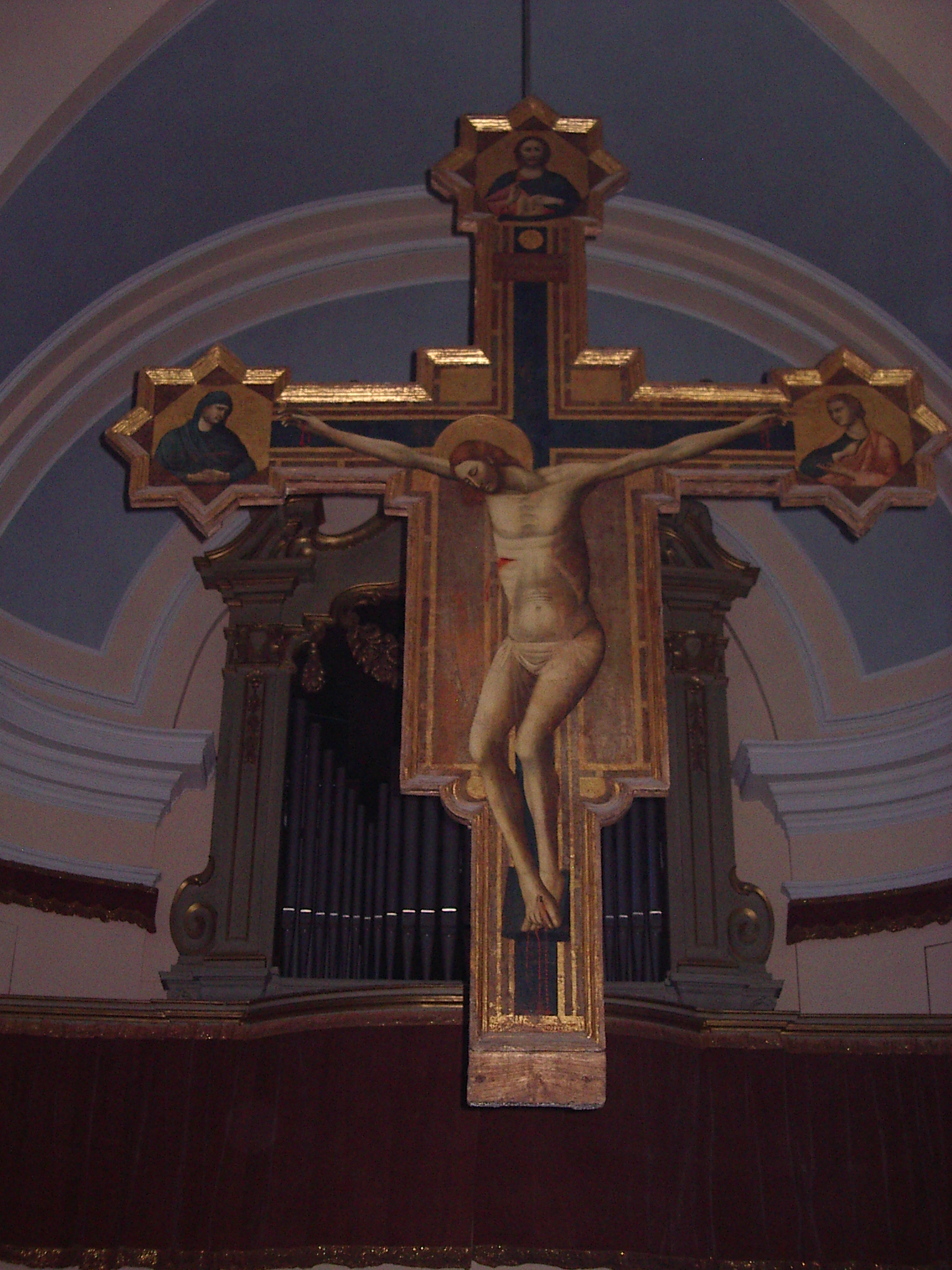
Crocifisso di Urbania

Pietro da Rimini (Rimini, ... – 1345 circa) è stato un pittore italiano.

## Biografia
Pietro da Rimini fu un pittore giottesco che ha lavorato nella prima metà del XIV secolo principalmente in Romagna e nelle Marche.
Anche se il nome "Petrus de Arimino" compare solo nel Crocifisso di Urbania, a Pietro da Rimini sono state legate il maggior numero di attribuzioni rispetto a tutti gli altri pittori della Scuola giottesca riminese.
Pietro da Rimini potrebbe essere stato uno dei primi discepoli di Giotto a Rimini intorno al 1310. Quasi sicuramente venne in contatto con il grande cantiere della Basilica di San Francesco, pur non lavorandoci, viste le forti influenze che si notano nelle sue tavole con lo stile giottesco senese molto vicine, in particolare, a Pietro Lorenzetti, che non si potrebbero spiegare altrimenti.

## Pietro e altri anonimi maestri riminesi
Le opere attribuite a Pietro da Rimini sono così distanti, sia geograficamente che per lo stile, che è difficile mettere a confronto la Deposizione del Louvre (ancora con fondo oro e con una tridimensionalità approssimativa forse più vicina allo stile di Duccio di Boninsegna e Cimabue che non a quello di Giotto) con gli affreschi della Basilica di San Nicola da Tolentino (spesso attribuiti a lui, a Giuliano da Rimini, a Giovanni Baronzio o a un anonimo Maestro di Tolentino) o con quelli del Refettorio dell'Abbazia di Pomposa (attribuiti a lui o a un altro maestro anonimo), questi ultimi con un linguaggio stilistico più "moderno". 
Allo stesso milieu appartengono il Maestro di San Pietro in Sylvis e il Maestro di Santa Maria in Porto Fuori, autori di cicli di affreschi che alcuni studiosi hanno ascritto sotto il nome di Pietro da Rimini o alla sua bottega; la stessa cosa si deve dire del ciclo di affreschi di Santa Chiara oggi nel Museo nazionale di Ravenna. 

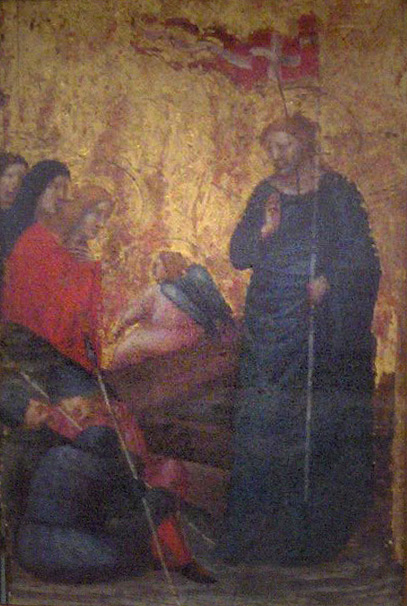
Resurrezione, Museo di Rimini

A Pietro si ascrivono anche la tavola Madonna con il Bambino in trono fra angeli e santi nella Collezione Longhi; il Crocifisso nella Galleria di Urbino, forse la sua opera migliore; il Crocifisso della Chiesa Collegiata di Santarcangelo di Romagna (anche se ora si fa risalire al Maestro del Refettorio di Pomposa i cui affreschi tanto ricordano comunque il Maestro di Tolentino).
Un'altra opera interessante (datata 1333) è l'affresco rappresentante San Francesco nella chiesa omonima di Montottone nelle Marche, proveniente da Jesi.
Una delle ultime testimonianze della sua opera sono alcune parti del ciclo di affreschi con le Storie di Cristo del convento della Chiesa degli Eremitani ora conservate nei Musei Civici di Padova.

## Opere
- Affreschi nel refettorio dell'Abbazia di Pomposa (1315-20), (attribuiti a Giovanni Baronzio da Zeri).
  - Ultima cena
  - Cristo nel Getsemani
  - Cena miracolosa di san Guido abate
  - Cristo in trono tra la Madonna, san Giovanni Battista, san Benedetto e san Guido
- Affreschi del Cappellone di San Nicola (1320-25), Tolentino, chiesa di San Nicola (con Giuliano da Rimini)
  - Storie della vita di Cristo
  - Storie della vita di san Nicola da Tolentino
- Affreschi staccati dalla chiesa di Santa Chiara (1320-40), Ravenna, Museo Nazionale. 
  - Annunciazione
  - Natività e annuncio ai pastori
  - Adorazione dei Magi
  - Battesimo di Cristo
  - Cristo nel Getsemani
  - Crocifissione
  - Santi
  - Lapidazione di santo Stefano
- Dittico Transito della Madonna e Crocifissione (1320-40), Amburgo, Kunsthalle, inv. 756-757 (attr. al Maestro di Santa Maria in Porto Fuori da Zeri).
- Madonna in trono col Bambino, angeli e santi (1320-40), Firenze, collezione R. Longhi (attr. al Maestro di Santa Maria in Porto Fuori da Zeri).
- Crocifisso (1320-50), Urbino, Galleria Nazionale delle Marche (attrib. anche a Giovanni Baronzio).
- Resurrezione di Cristo e Noli me tangere (1325), Rimini, Museo della Città (attr. al Maestro di Santa Maria in Porto Fuori da Zeri).
- Deposizione dalla croce (1325-30), Parigi, Museo del Louvre (inv. RF 2287).
- Cristo nel giardino degli ulivi (1325-40), Wiesbaden, collezione Henkell.
- Crocifisso (1330-35), Santarcangelo di Romagna, Collegiata.
- Affreschi staccati dalla chiesa degli Eremitani (1330-40), Padova, Museo degli Eremitani
  - Scene della vita di Cristo
- San Francesco (1333), Montottone, Chiesa di San Francesco (già Jesi, Chiesa di San Niccoló).
- Icona del Sangue Giusto (1333), Jesi, Chiesa di San Giovanni Battista (già Chiesa di San Niccoló)[1].
- Crocifisso (1335-40), Urbania, cattedrale di San Cristoforo (firmato).